# Dasytrogus afghanus
Dasytrogus afghanus är en skalbaggsart som beskrevs av Rudolph Petrovitz 1967. Dasytrogus afghanus ingår i släktet Dasytrogus och familjen Melolonthidae. Inga underarter finns listade i Catalogue of Life.